# Juozas Vilpišauskas
Juozas Vilpišauskas (* 1899 in Šiauliai; † unbekannt) war ein litauischer Radrennfahrer und nationaler Meister im Radsport.

## Sportliche Laufbahn
Vilpišauskas war im Straßenradsport und im Bahnradsport aktiv. Er war Teilnehmer der Olympischen Sommerspiele 1924 in Paris. Im olympischen Straßenrennen waren er und Isakas Anolikas die einzigen Starter ihres Landes. Beide beendeten das Rennen nicht.
1924 wurde er litauischer Meister im Mannschaftszeitfahren und gewann Bronze in der Meisterschaft im Einzelzeitfahren. 1925 gewann er den Titel in beiden Disziplinen. Das Eintagesrennen Kaunas–Marijampolė–Kaunas gewann er 1925. Auf der Bahn wurde er 1925 Dritter in der nationalen Meisterschaft im Punktefahren.